# Katedra w Rouen (obrazy Claude’a Moneta)

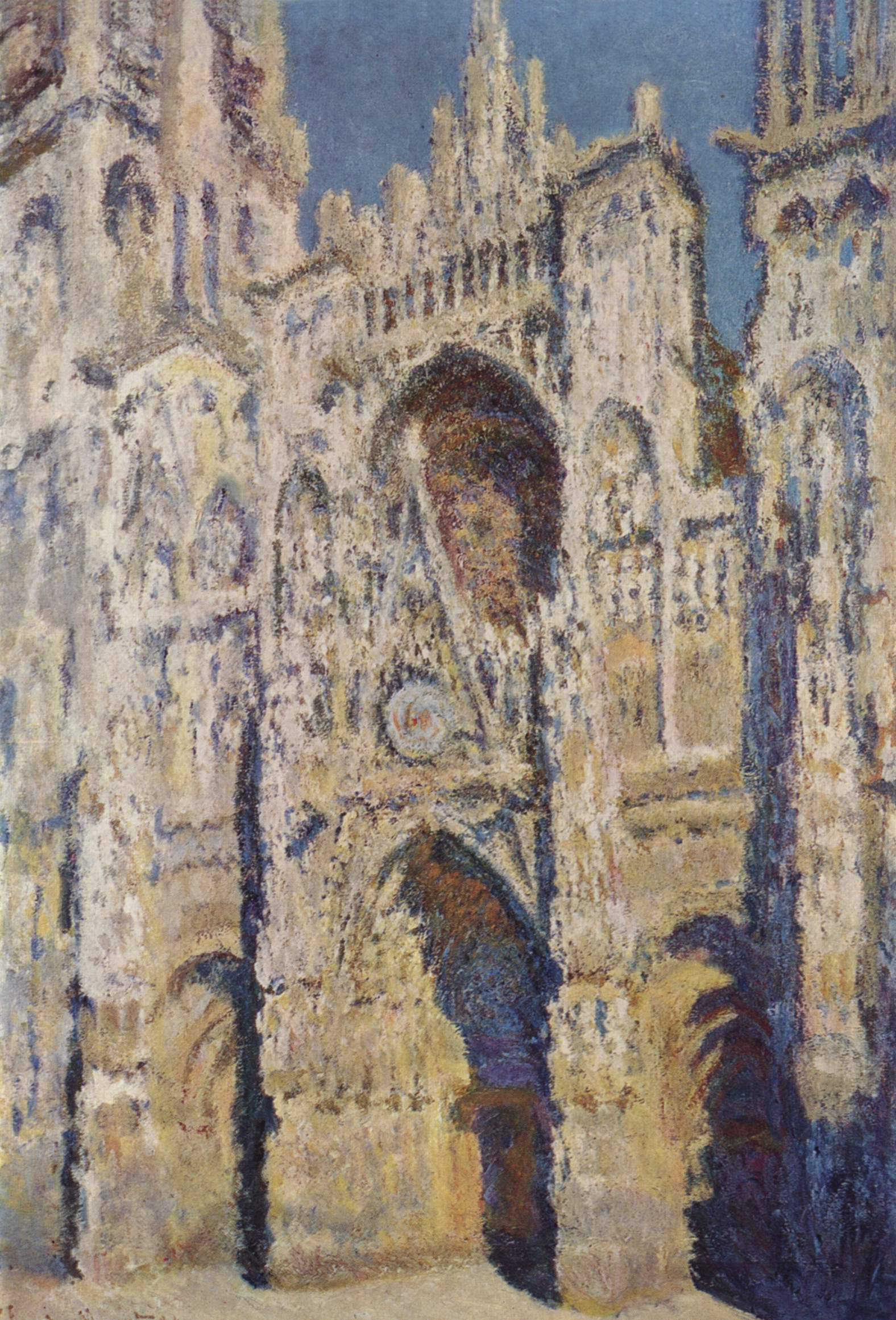
Claude Monet – Katedra w Rouen, Muzeum d’Orsay w Paryżu

Katedra w Rouen (fr. Série des Cathédrales de Rouen) – cykl obrazów namalowanych w latach 1893–1894 przez Claude’a Moneta, reprezentująca kierunek artystyczny końca XIX wieku – impresjonizm.
Tematem cyklu, składającego się z 31 obrazów, jest gotycka katedra Notre-Dame w Rouen. O ile temat gotyckiej katedry w europejskim malarstwie XIX wieku był powszechny (np. obrazy Camille’a Corota, Johna Constable’a), o tyle sposób podejścia do tematu jest bezprecedensowy. Główną myślą zawartą w cyklu nie jest gotycka architektura katedry, jej proporcje i detal, ale światło i kolor. Fasada katedry stała się przedmiotem obserwacji zjawisk optycznych, które zmieniały się w zależności od stanu aury, pory dnia czy roku. Kolor stał się zasadniczym tematem i celem; wrażeniem nie była dla Moneta gotycka wertykalność, ale kolory, jakie ukazywała fasada katedry, zaś w jej rozbudowanej architekturze, bryle, dostrzegł wiele punktów recepcji kolorów. Za pomocą wyłącznie koloru, plamy i przede wszystkim światła nadał katedrze rzeczywisty kształt i przestrzeń. Dla wyeksponowania tych zjawisk zrezygnował z użycia perspektywy, którą wywołuje architektura katedry.
Światło w tym cyklu odgrywa zasadniczą funkcję. Za każdym razem Monet narzuca odmienne nasycenie światła, a w konsekwencji określoną gamę barw. Zazwyczaj oscyluje wokół kolorów intensywnych, czystych, rezygnując tym samym niemal zupełnie z tonacji szarej.
Świadomość artysty, iż kolory zmieniają się w zależności od siły światła, znajdowała odzwierciedlenie w bryle katedry. Fascynowała go wierna obserwacja fizycznie zmieniającego się światła w zależności od pory dnia i roku. Claude Monet, podobnie jak inni impresjoniści, obrał kolorystykę oscylującą wokół siedmiu barw składowych, które powstawały w wyniku rozszczepiania w pryzmacie wiązki światła białego. Było to siedem kolorów tęczy, a mianowicie czerwony, pomarańczowy, żółty, zielony, jasnoniebieski, ciemnoniebieski i fioletowy.

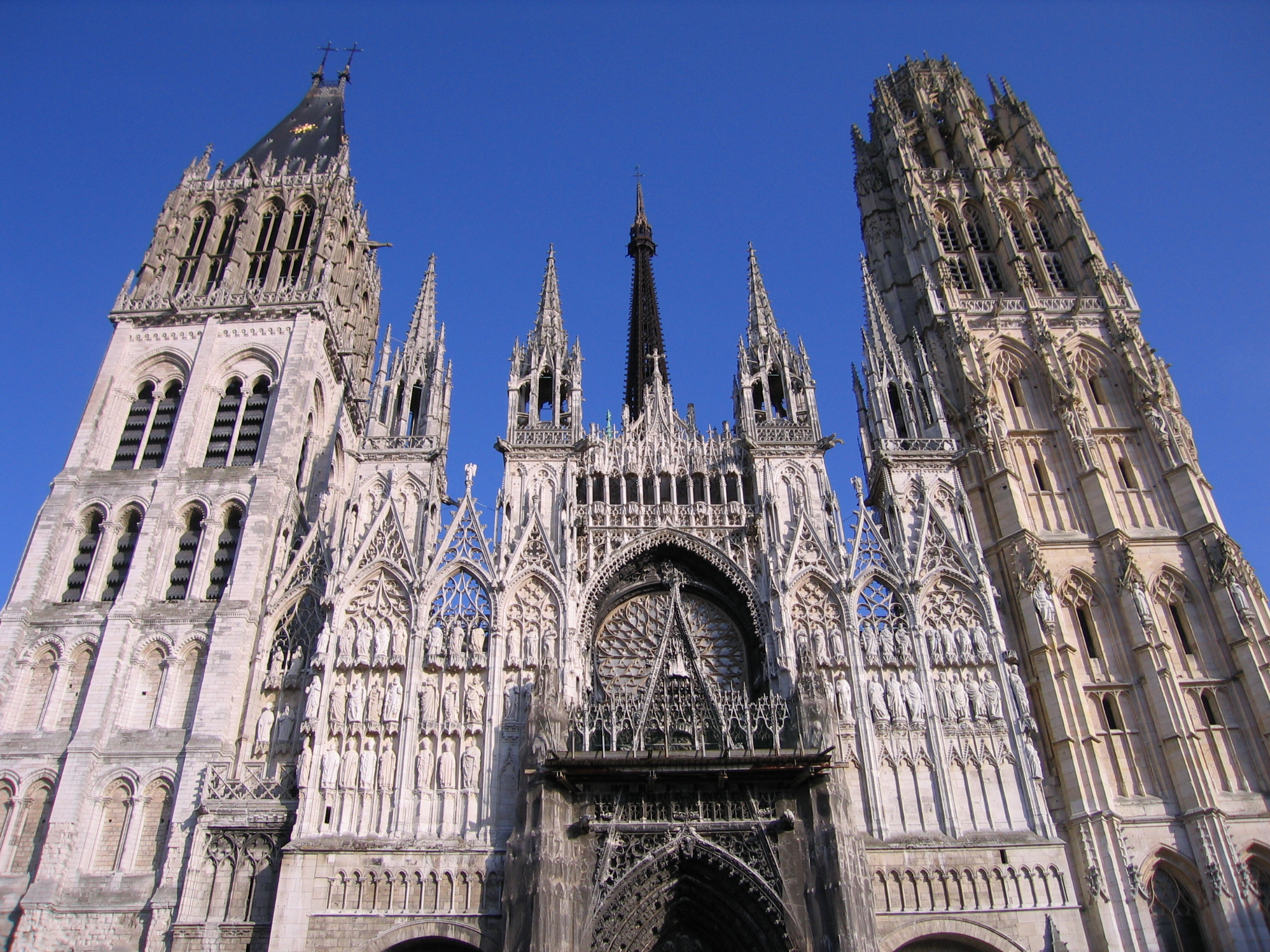
Współczesny widok na fasadę katedry w Rouen

Oprócz znajomości fizycznego zjawiska rozszczepienia światła, nieobca była artyście teoria Michela Eugène’a Chevreula, który w 1861 roku opracował prawo kontrastu. Opisał relacje pomiędzy sąsiadującymi kolorami oraz konsekwencje powstałe w rezultacie zestawienia barw dopełniających. Chevreul jest również twórcą koła barw. Koło to ukazuje relacje zachodzące między poszczególnymi kolorami. Stwierdził, iż barwy zimne sprawiają wrażenie oddalania się, a barwy ciepłe przybliżania. Należy zaznaczyć, iż Claude Monet nie użył w tym cyklu barwy czarnej, tłumacząc to tym, że gdzie nie dociera światło, dociera barwa nieba nocnego, automatycznie sięgając po ciemne błękity.
Cykl Katedra w Rouen nie jest tylko odzwierciedleniem poszczególnych stanów pogody, lecz także ilustracją kilku punktów widzenia obiektu przez artystę. Wspólną cechą jest fragment zachodniej fasady, ale i ona jest postrzegana z kilku punktów – nie tylko z placu, przy którym stoi katedra (gdzie Monet obrał dwa zasadnicze punkty obserwacji), lecz także z kilku budynków stojących vis-à-vis zachodniej elewacji zabytku.
Oprócz tej serii Claude Monet namalował inne cykle takie jak Dworzec Saint-Lazare, Stogi siana, Topole, Ogrody, Parlament Londyński oraz najpóźniejsze w jego artystycznym oeuvre Nenufary.

## Galeria

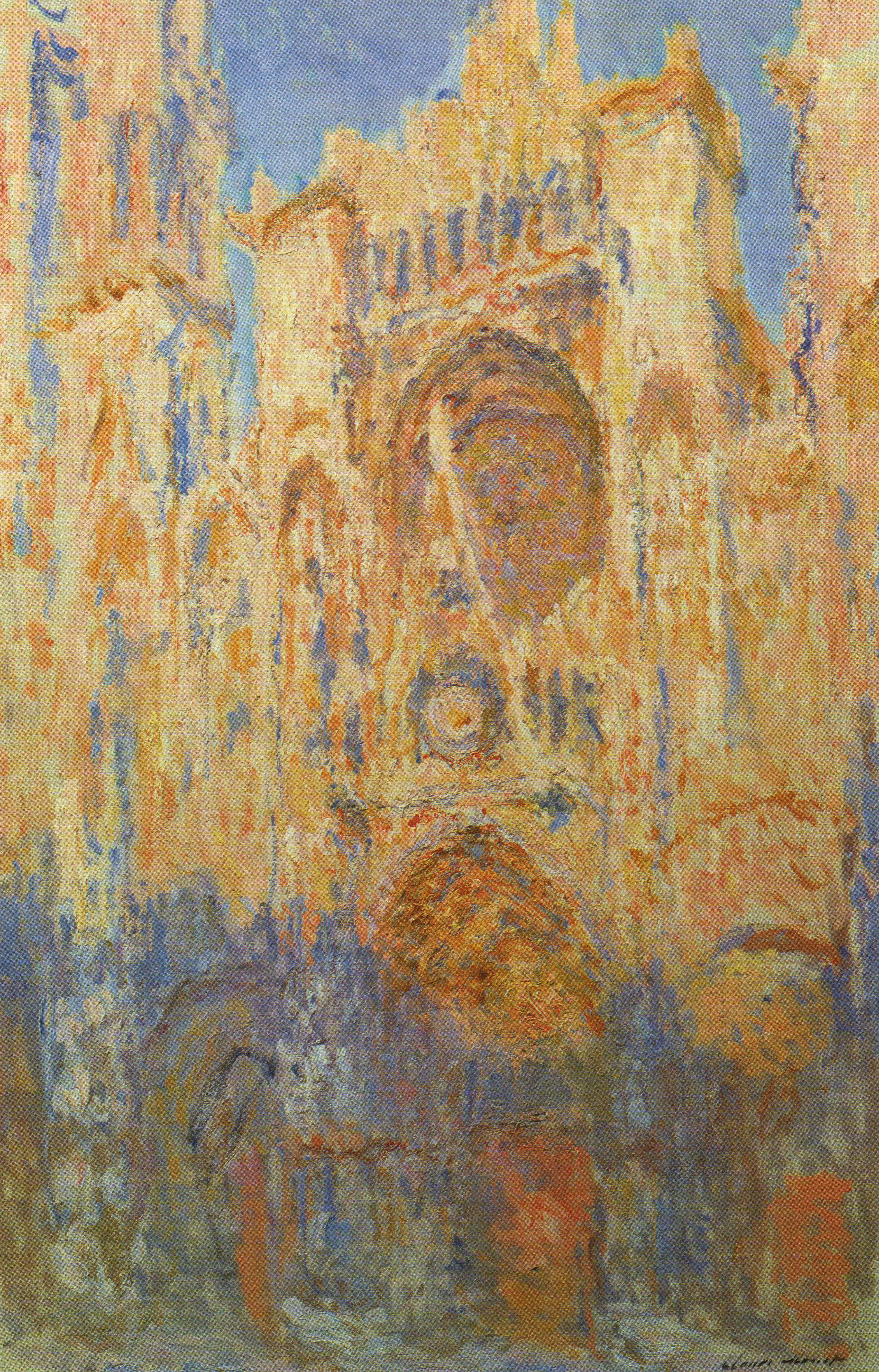
Musée Marmottan Monet w Paryżu
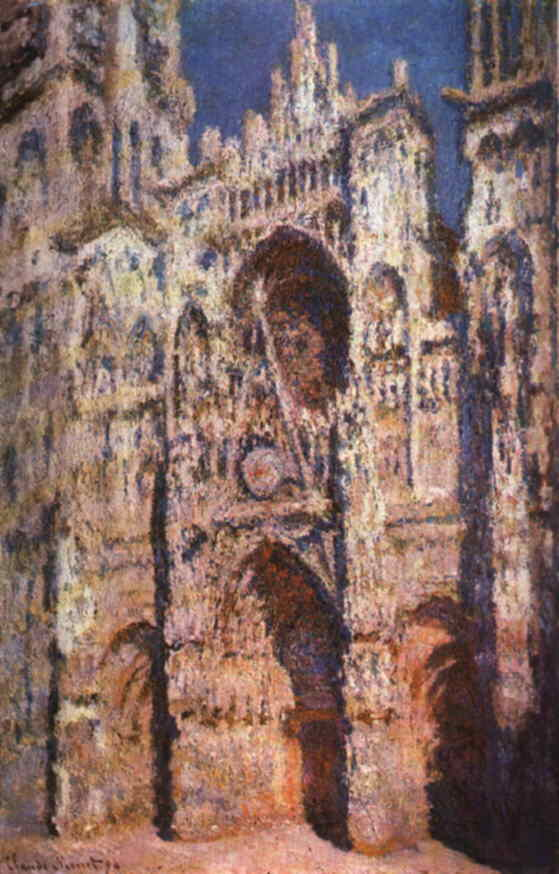
Musée d’Orsay w Paryżu
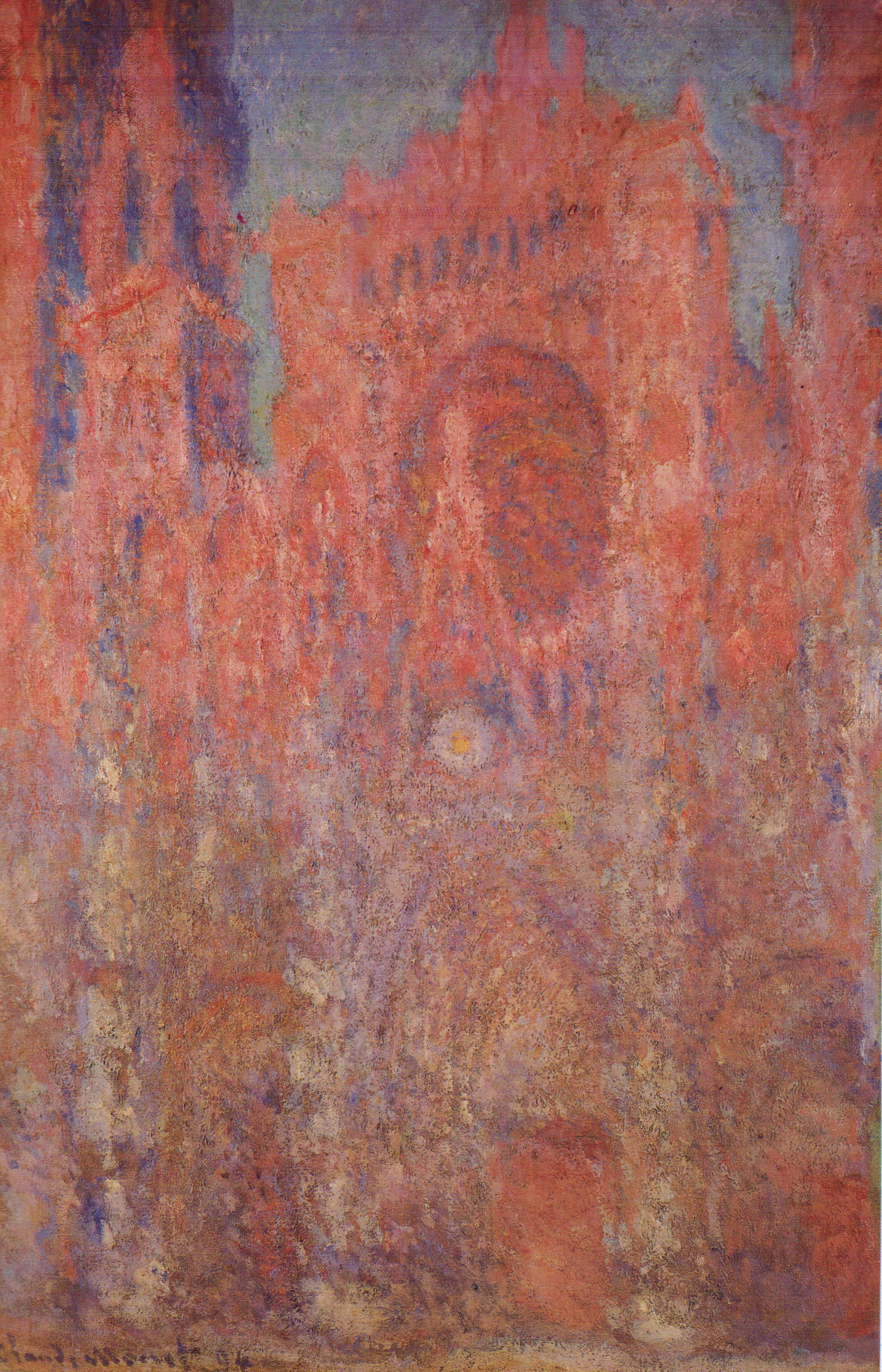
kolekcja prywatna
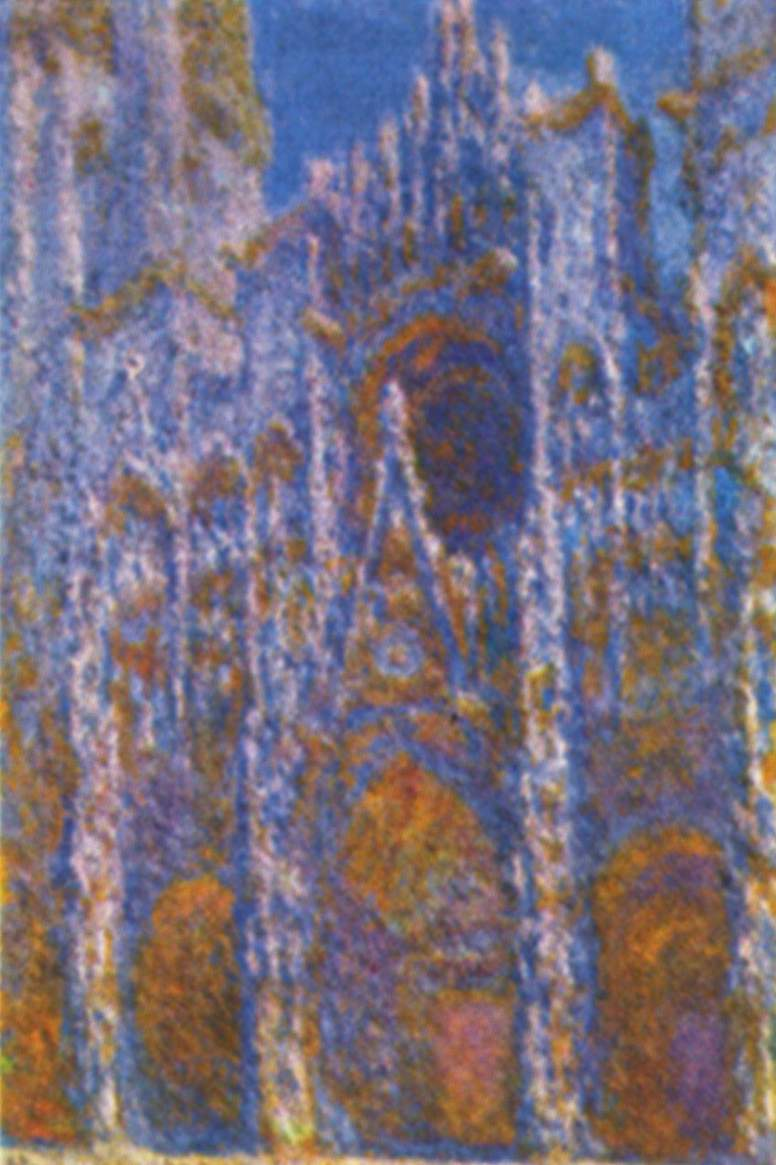
Musée d’Orsay w Paryżu
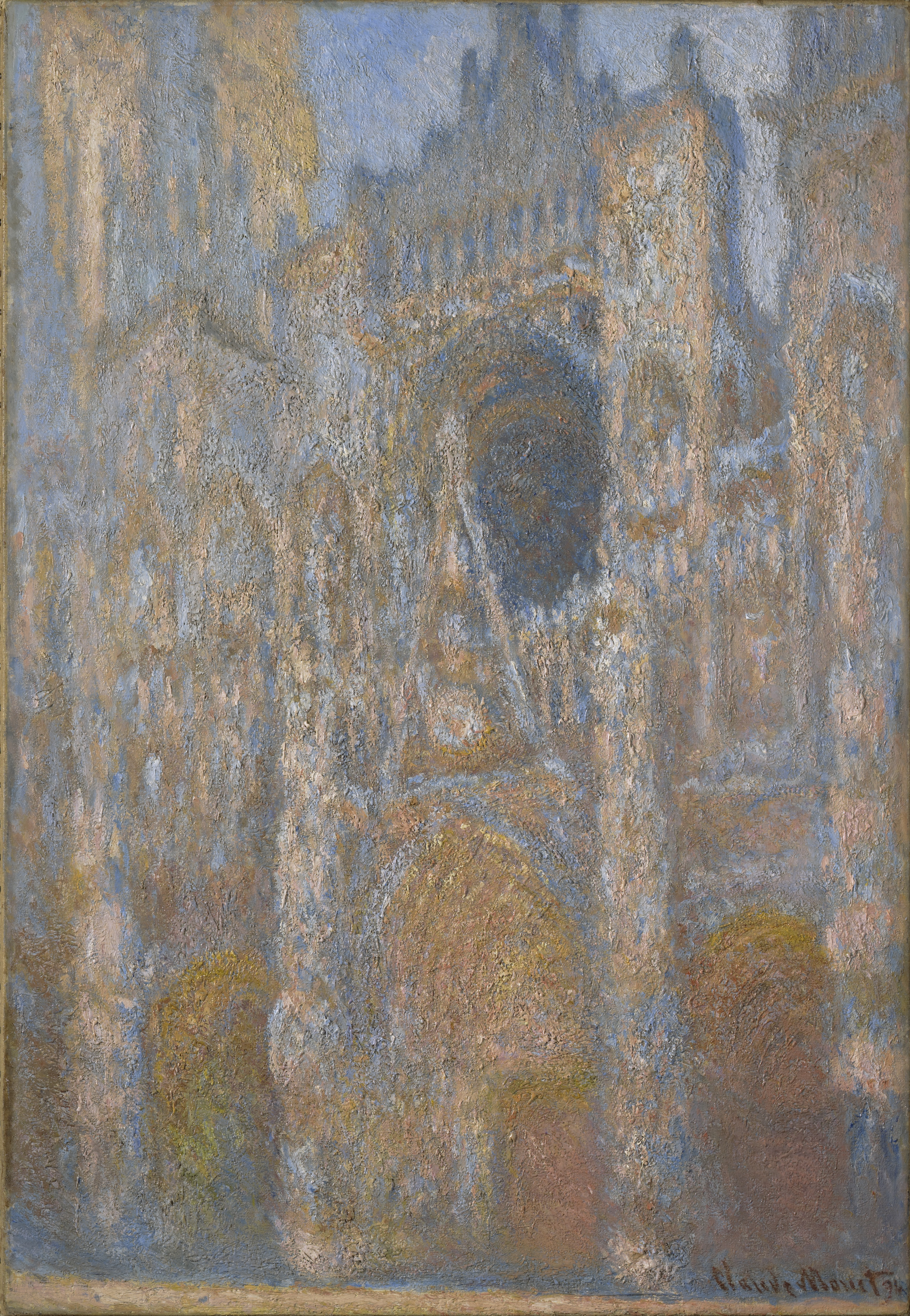
Sterling and Francine Clark Art Institute, Williamstown
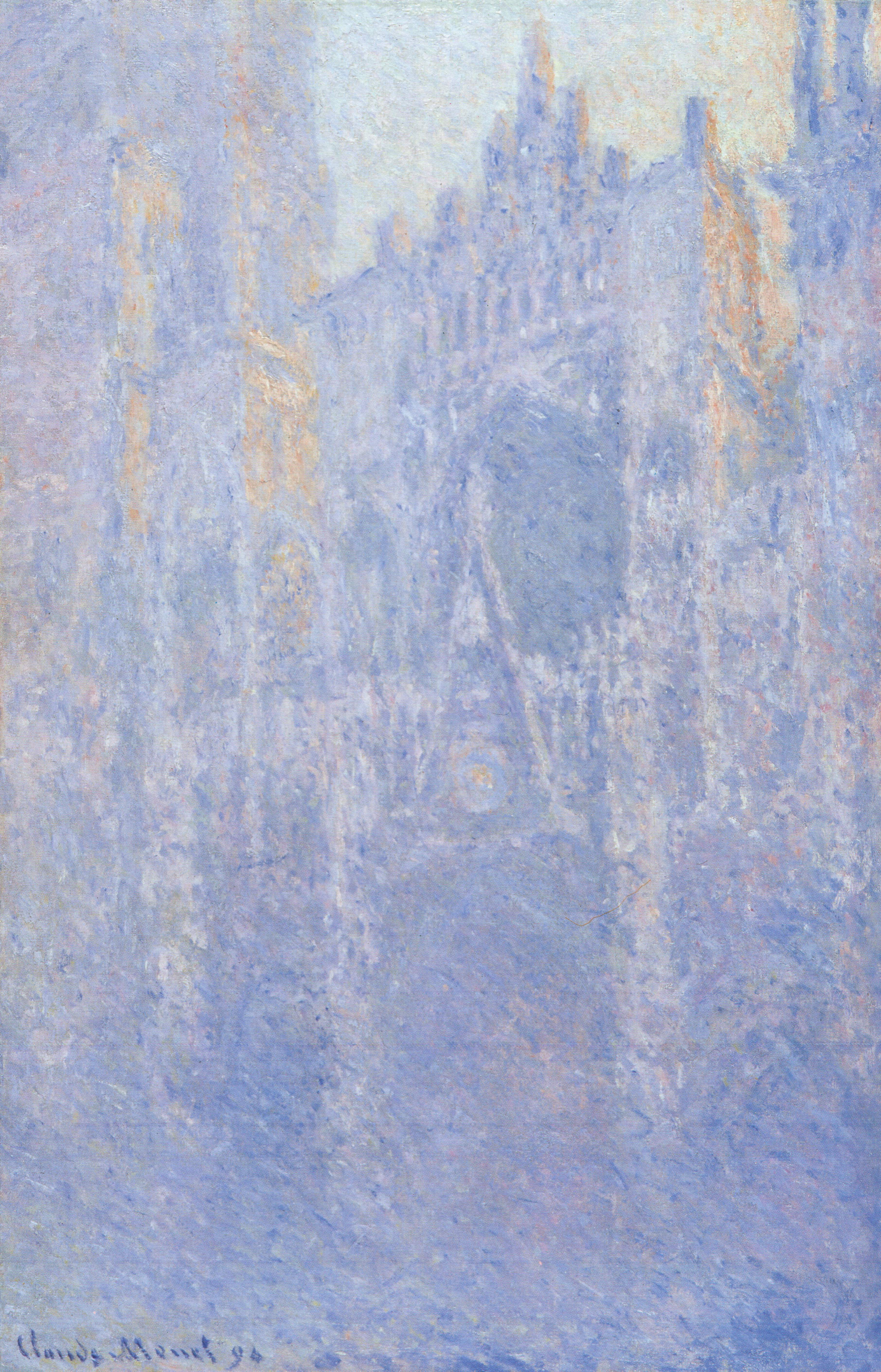
Muzeum Folkwang w Essen
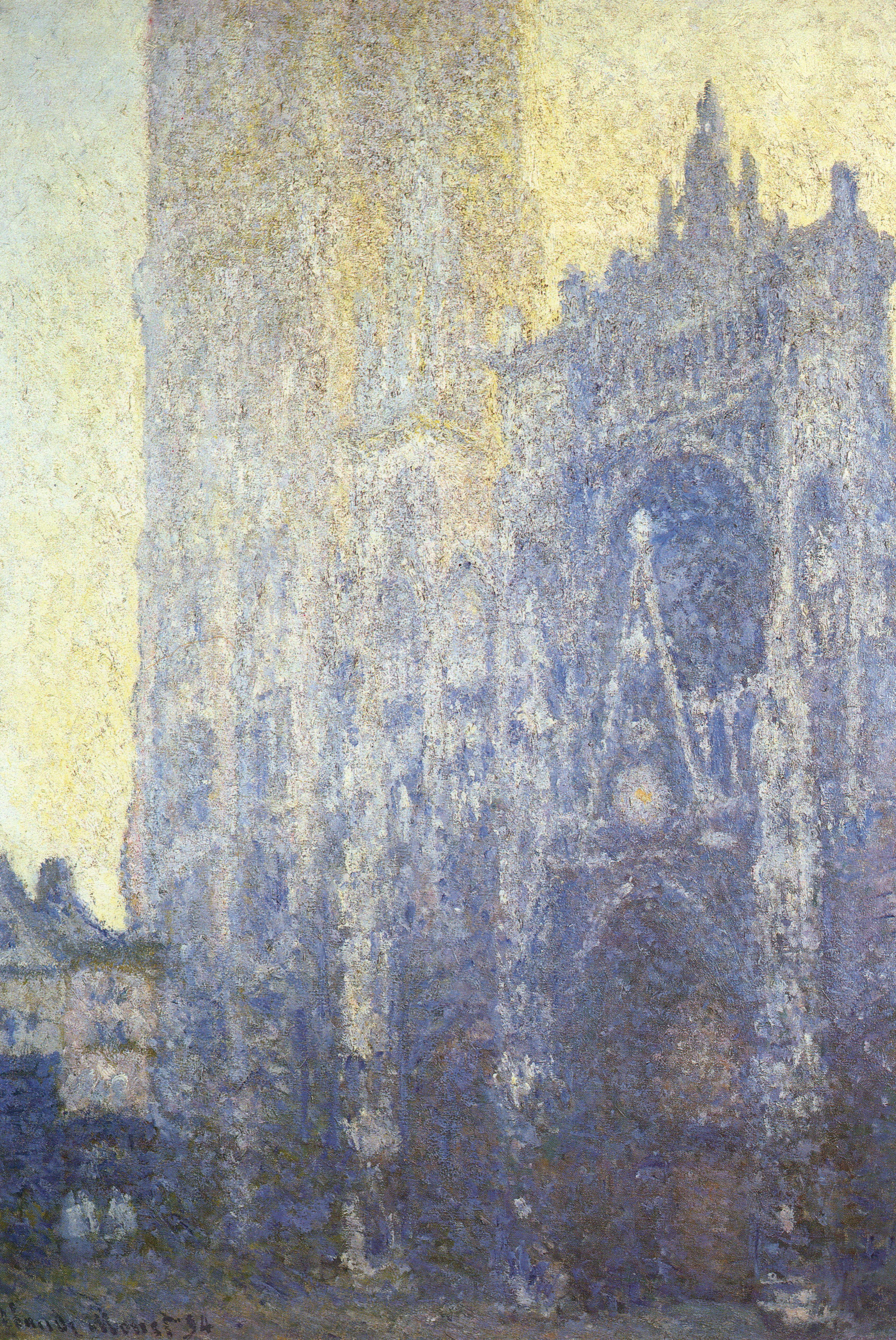
Museum Beyeler w Riehen
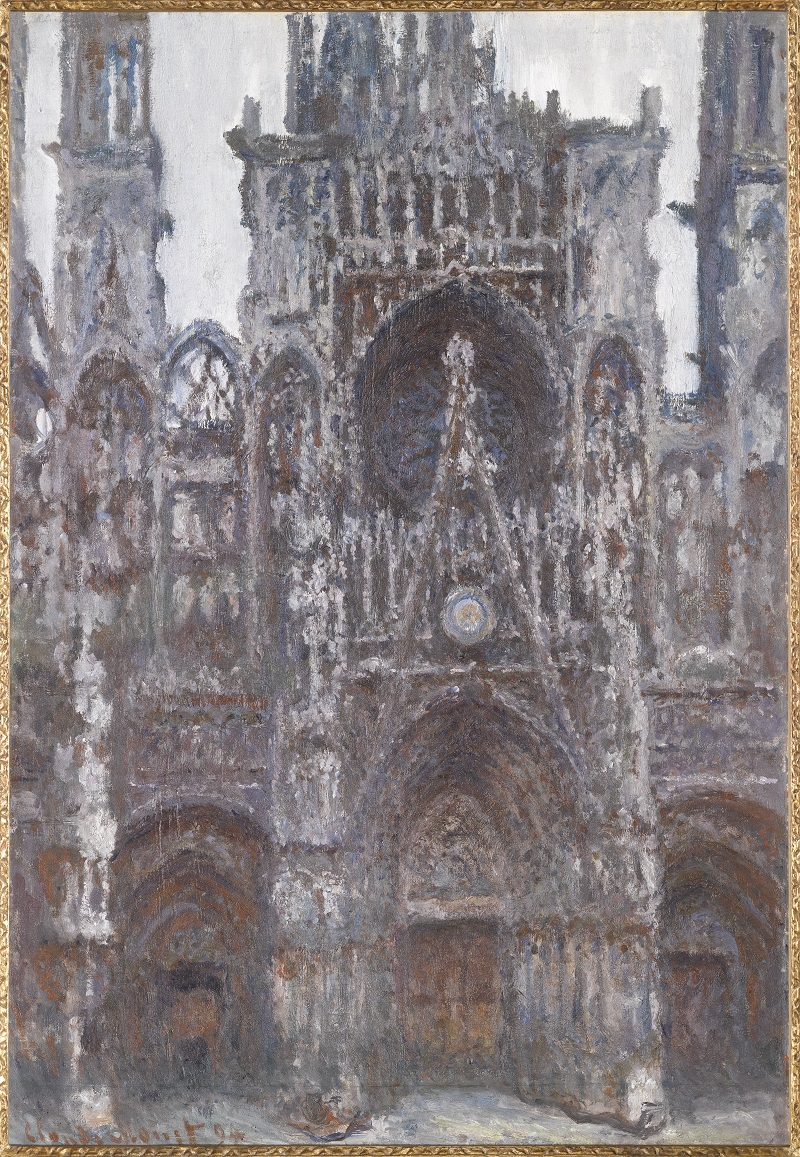
Musée d’Orsay w Paryżu